# TSV Tarp
Der Turn- und Sportverein Tarp e. V. ist ein Sportverein aus Tarp in Schleswig-Holstein. Er wurde 1920 gegründet und gehört laut eigenen Angaben mit ca. 1300 Mitgliedern zu den größten Vereinen des Kreises Schleswig-Flensburg. Der Verein bietet die Sportarten Badminton, Cheerleading, Judo, Karate, Leichtathletik, Reha-Sport Schwimmen, Tennis, Tischtennis, Turnen und Volleyball an.
Überregional bekannt wurde der TSV Tarp durch seine Männer-Handballmannschaft, die mehrere Jahre in der Handball-Regionalliga spielte und 1981/82 sowie 1982/83 an der Hauptrunde des DHB-Pokals teilnahm, dort aber jeweils in der ersten Runde ausschied. 1987 gründete der TSV Tarp zusammen mit dem TSV Wanderup die Handballspielgemeinschaft Tarp-Wanderup, die in der Saison 2013/14 in der 2. Handball-Bundesliga spielte, im Januar 2014 aber Insolvenz anmeldete und in der Folge die Mannschaft vom Spielbetrieb zurückzog.
Bis zur Gründung des FC Tarp-Oeversee zusammen mit dem TSV Oeversee 1999 gab es auch eine Fußballabteilung beim TSV Tarp.